# Exploris One
L’Exploris One, anciennement Silver Explorer et MS Prince Albert II, est un navire d'expédition exploité par une compagnie de croisière française, Exploris.

## Histoire
Le navire a été construit par les chantiers de Rauma-Repola, à Rauma (Finlande) et mis à l'eau le 3 février 1989.
Il a navigué sous plusieurs noms avant d'être acquis par Society Expeditions, qui l'a utilisé sous les noms de World Adventurer et World Discoverer, ce nom ayant été précédemment utilisé par un bateau naufragé en 2000 dans les Îles Salomon.
Il a été acheté par Silversea Cruises à l'automne 2007 et a subi un carénage de plusieurs millions d'euros dans les chantiers Fincantieri de Trieste en Italie.
En juin 2008, lors d'une cérémonie à Monte-Carlo en présence d'Albert II (prince de Monaco), il a été rebaptisé Prince Albert II. Il a ensuite embarqué des passagers pour une croisière inaugurale.
Il a été renommé Silver Explorer fin avril 2011 afin de s'aligner avec les autres navires de la flotte qui ont tous le mot Silver dans leur nom .

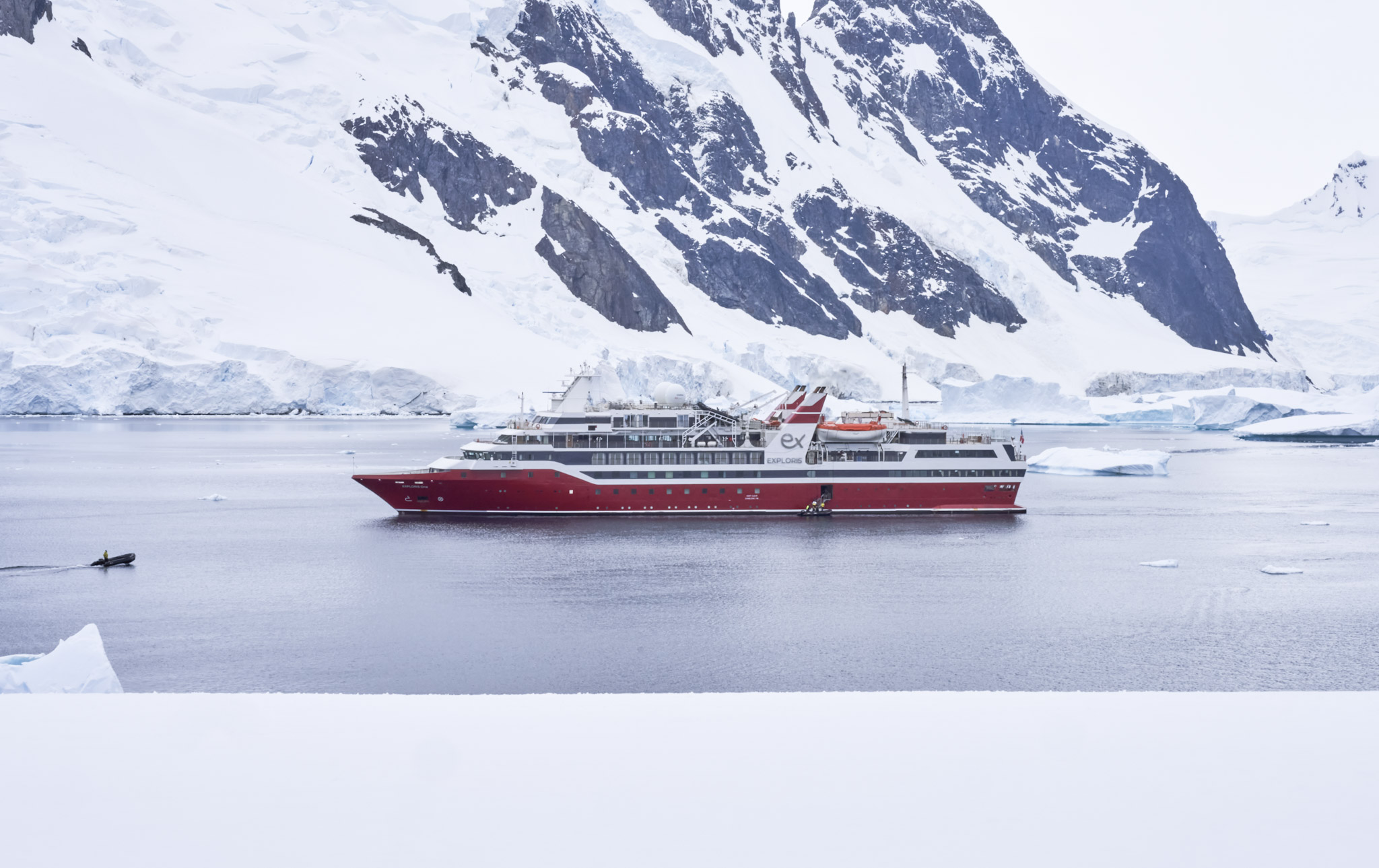
En Antarctique

En janvier 2022, le navire a été vendu à la compagnie de croisières d'expédition Exploris. Il est transféré à Exploris en septembre 2023 et renommé Exploris one pour commencer à naviguer en décembre 2023.

## Croisières
L'Exploris One effectue des principalement des croisières polaires, d'une durée de 7 à 21 jours. En été, il navigue dans le cercle arctique, l'archipel du Svalbard, en Islande et au Groenland.
Pendant l'automne et l'hiver dans l'hémisphère nord, il est au large de l'Amérique du Sud et en Antarctique.
Les installations du navire comprennent une bibliothèque, un amphithéâtre, un salon d'observation, une salle à manger principale, une salle de gym, un sauna et une salle de massage. Il transporte jusqu'à 144 passagers dans 72 cabines. Le navire dispose également de huit Zodiac de débarquement.